# No Remorse (sang)
"No Remorse" er det ottende nummer på Metallicas debutalbum fra 1983 Kill 'Em All. Sangen indeholder afvekslende ændringer i tempoet og guitar riffsene. Sangen har været kendt som inspiration bag den første sang på det første Doom-spil.
Sangen handler om ikke at føle nogen samvittighed eller fortrydelse gennem en krig. Lyrikken fortæller at det ikke er lige så godt at hjælpe dem i nød som det er at slå dem ihjel "Like a loaded gun right at your face."
Sangen begynder med en højere volume end de andre numre på Kill 'Em All. Ved 2:48 da James slutter omkvædet stopper lyden for et lille sekund og begynder igen med en lavere volume så den passer mere til resten af albummet. 
Et riff fra "No Remorse" blev spillet på Metallicas livecd i sangen "Battery"

## Coverversioner
I 2003 blev der lavet en coversang af dødsmetalbandet Cannibal Corpse på deres Worm Infested EP.
En MIDI version af sangen dukkede op på computerspillet Doom fra 1993 i episode 1, bane 1.